# Biserica Sfântul Ladislau din Budapesta
Biserica Sfântul Ladislau este o biserică romano-catolică din orașul Budapesta, Ungaria. Cu o înălțime totală de 83 de metri, este a treia cea mai înaltă biserică din această țară după Bazilica din Esztergom și Bazilica Sfântul Ștefan din Budapesta.

## Istorie și arhitectură
Biserica Sfântul Ladislau a fost construită între anii 1894-1899 după planurile arhitectului Ödön Lechner. Ea este o combinație istoristă: elementelor gotice, renascentiste, baroce, romanice li se adaugă câteva elemente de influență persană și maghiară. Biserica ocupă o suprafață totală de 1.500 de metri pătrați, având 50 de metri lungime și un turn impunător. Turnul mai este numit și Turnul Regelui, având o înălțime de 83 de metri. Acest lucru face ca biserica să fie a doua cea mai înaltă din Budapesta și a treia din Ungaria.
În timpul celui de-al Doilea Război Mondial biserica a suferit grave avarii, iar în anul 1957 a ars turnul. A fost renovată complet în anul 1975, iar în anul 1991 a devenit monument protejat, în 1994 fiind din nou restaurată ca monument național.

## Imagini

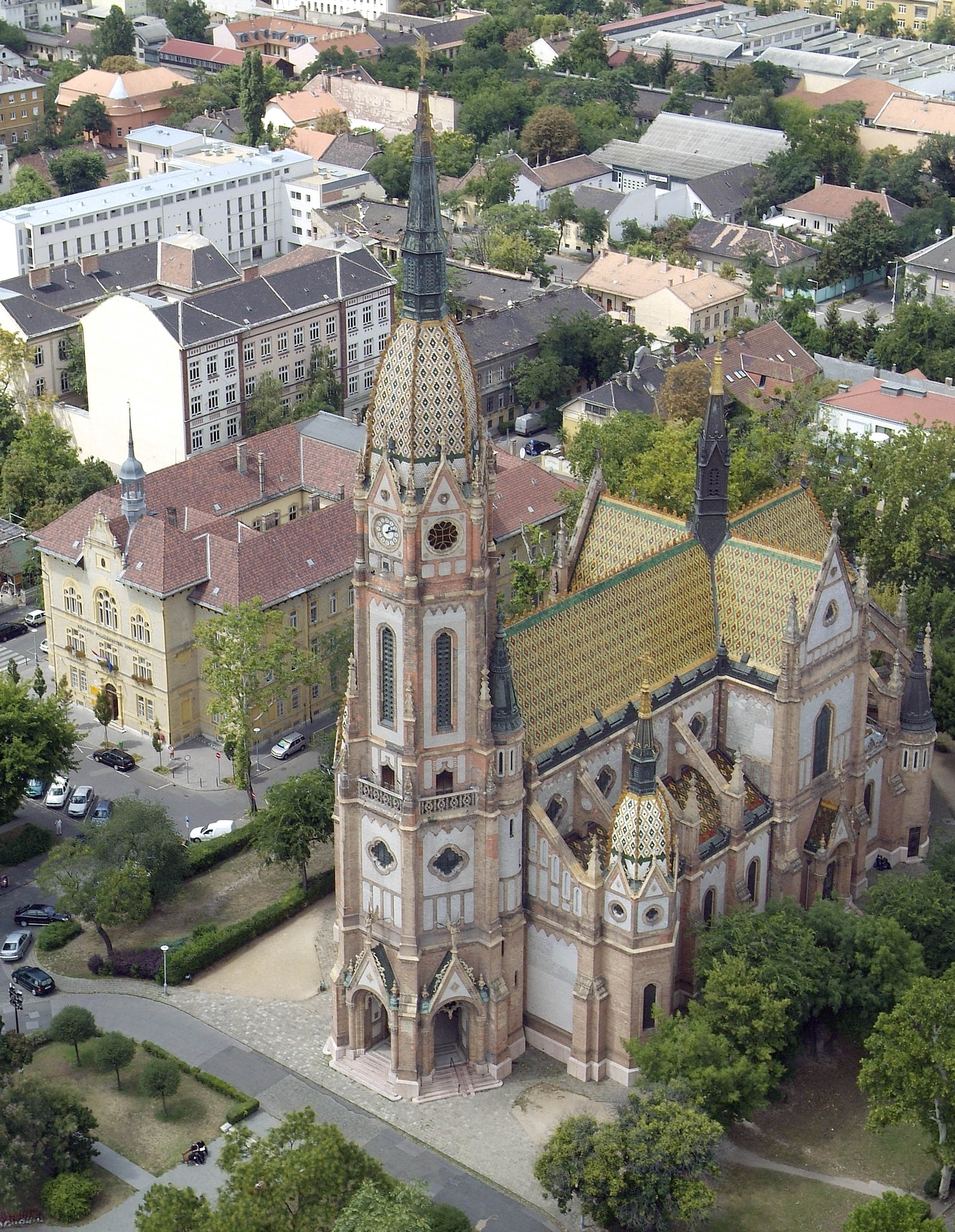
Vedere aeriană
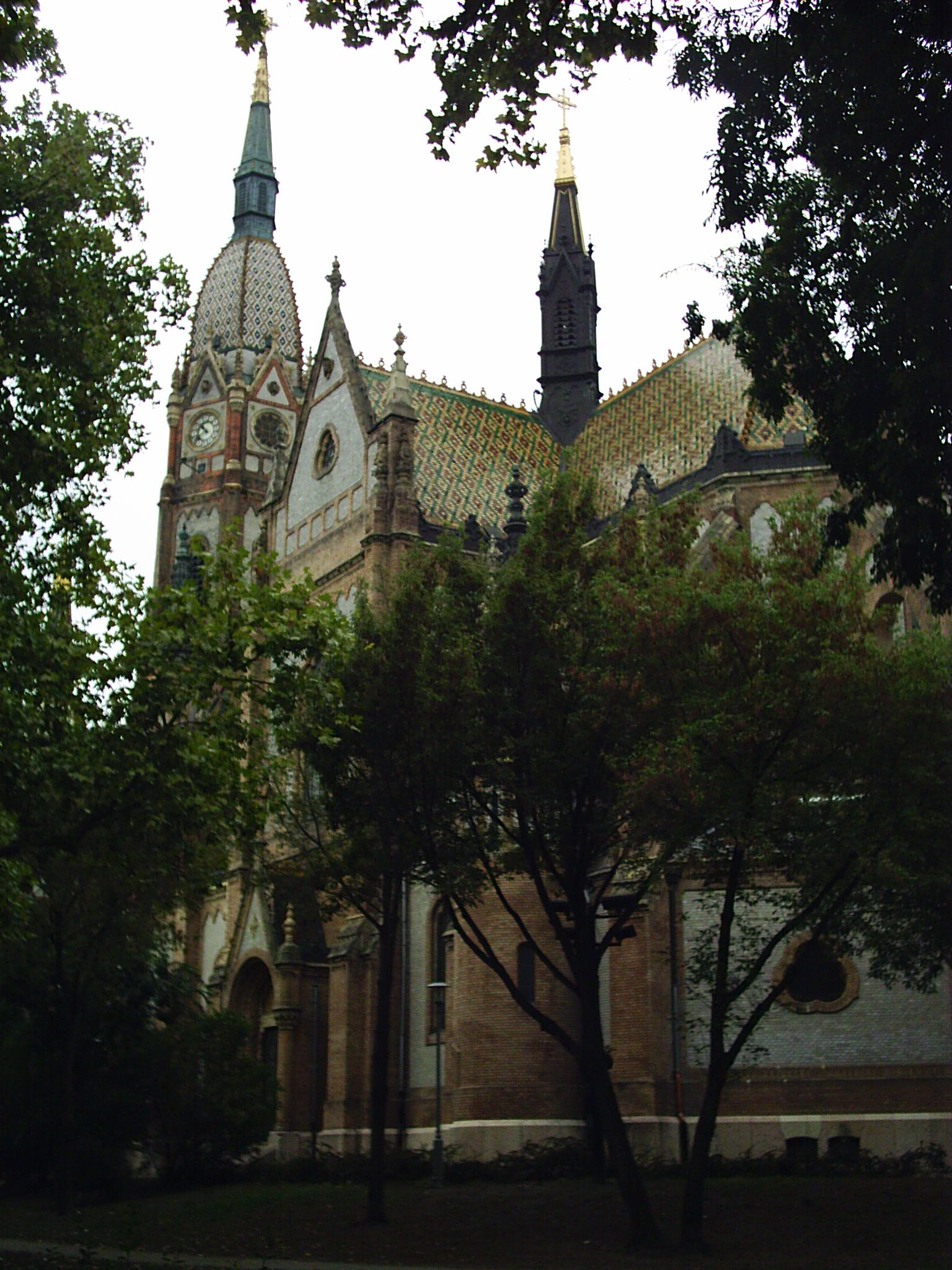
Curtea bisericii
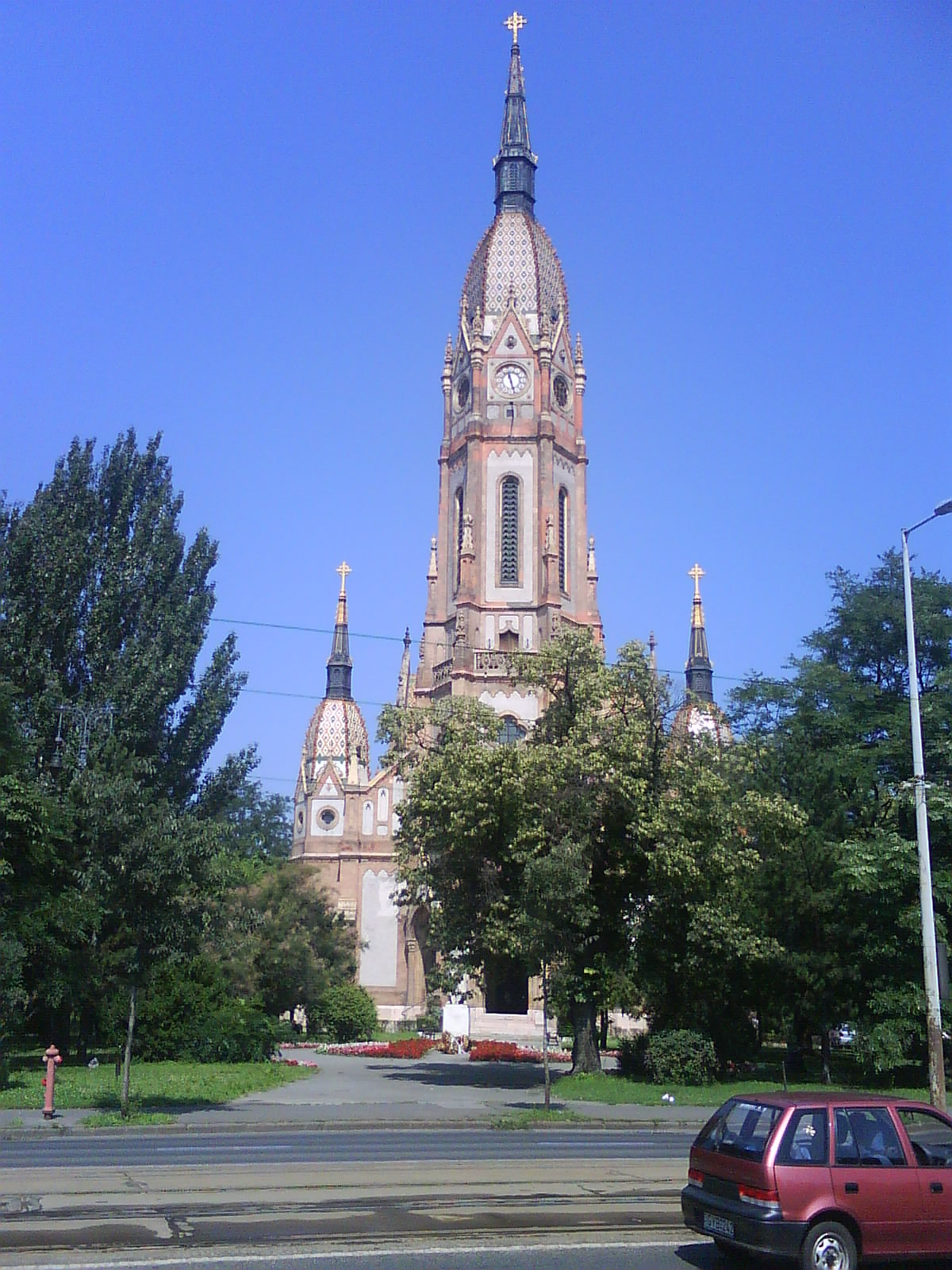
Turnul
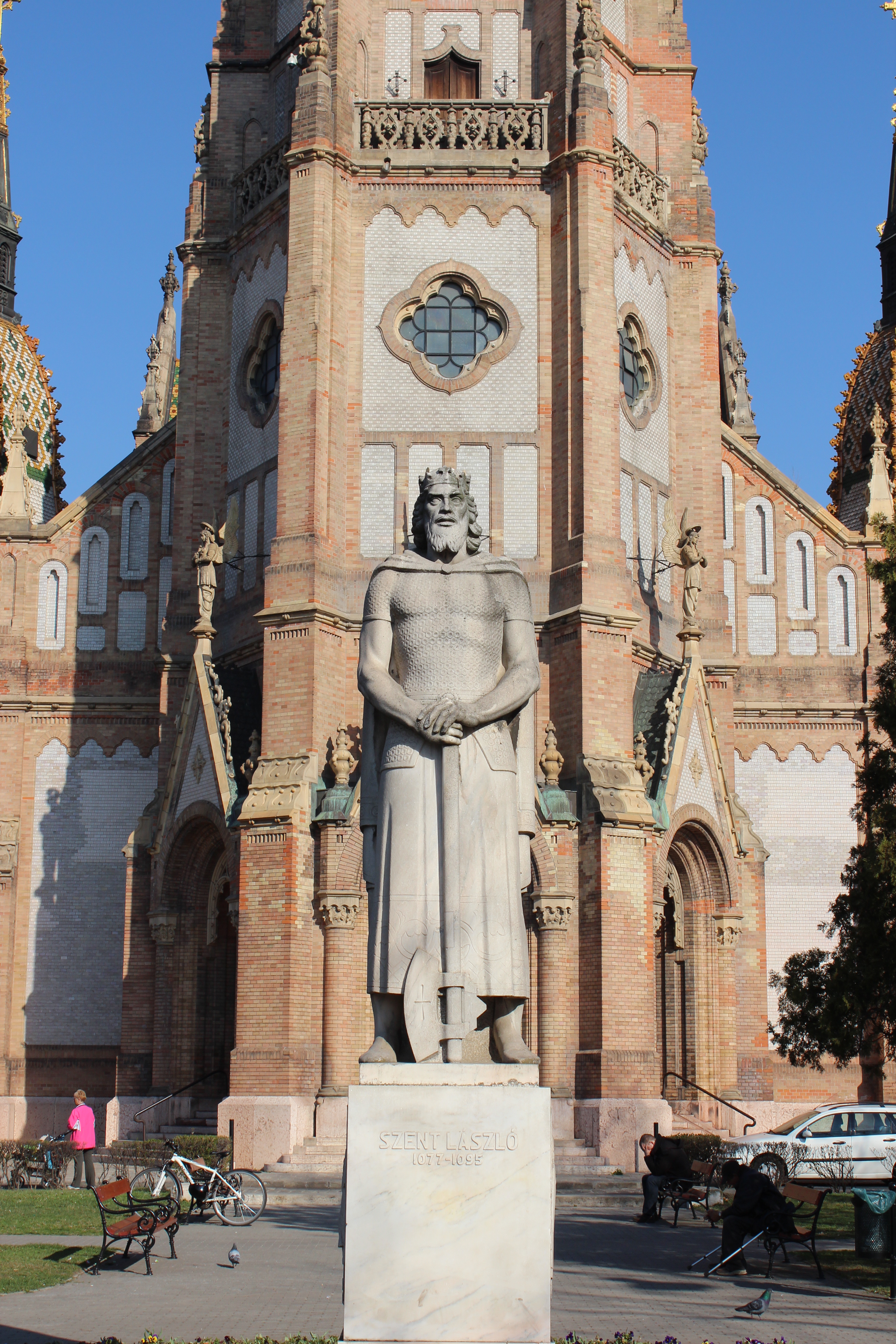
Statuia regelui Ladislau I